# Stenoscinis antiguensis
Stenoscinis antiguensis är en tvåvingeart som först beskrevs av Oswald Duda 1934.  Stenoscinis antiguensis ingår i släktet Stenoscinis och familjen fritflugor. Inga underarter finns listade i Catalogue of Life.